# فالغورغوينا
بالغورغوينا (بالكاتالانية: Vallgorguina) هي بلدية تقع في إسبانيا في برشلونة. يقدر عدد سكانها بـ 2,404 نسمة ومساحتها 21.96 كم2 وترتفع عن سطح البحر 222 متر.